# تيتور ثوردارسون
تيتور ثوردارسون (بالآيسلندية: Teitur Þórðarson) هو مدرب كرة قدم ولاعب كرة قدم آيسلندي في مركز الهجوم، ولد في 14 يناير 1952 في آيسلندا. شارك مع منتخب آيسلندا لكرة القدم. أما مع النوادي، فقد لعب مع ابروتاباندلاج أكرانيس ونادي أوسترس ونادي خوفدة الرياضي العام ونادي كان ونادي لانس.

## وصلات خارجية
- تيتور ثوردارسون على موقع قاعدة بيانات كرة القدم.إي يو (الإنجليزية)
- تيتور ثوردارسون على موقع ناشيونال فوتبول تيمز (الإنجليزية)
- تيتور ثوردارسون على موقع عالم كرة القدم.نت (الإنجليزية)